# Суриярви (озеро, Лоймольское сельское поселение)
Су́рия́рви (Сури-ярви, Сууриярви; фин. Suurijärvi) — озеро на территории Лоймольского сельского поселения Суоярвского района Республики Карелия.

## Общие сведения
Площадь озера — 2,1 км², площадь водосборного бассейна — 24 км². Располагается на высоте 174,8 метров над уровнем моря.
Форма озера продолговатая: вытянуто с севера на юг. Берега каменисто-песчаные, местами заболоченные.
С севера в озеро втекает протока из озёр Иля-Килтсунъярви и Ала-Килтсунъярви. Из южной оконечности озера вытекает река Сурийоки, втекающая в озеро Муаннонъярви, из которого берёт начало река Муаннонйоки.
В озере расположен один небольшой остров без названия.
Населённые пункты возле озера отсутствуют. Ближайший — посёлок Лоймола — расположен в 22,5 км к юго-востоку от озера.
Название озера переводится с финского языка как «большое озеро».
Код объекта в государственном водном реестре — 01040300211102000013865.